# 832
Раннє Середньовіччя  •  Епоха вікінгів  •  Золота доба ісламу  •  Реконкіста

## Геополітична ситуація
У Східній Римській імперії триває правління Феофіла. У Франкському королівстві при правлінні Людовика Благочестивого триває смута. Північ Італії належить Каролінзькій імперії, Рим і Равенна під управлінням Папи Римського, герцогства на південь від Римської області незалежні, деякі області на півночі та на півдні належать Візантії. Піренейський півострів, окрім Королівства Астурія, займає Кордовський емірат. Вессекс підпорядкував собі більшу частину Англії. Існують слов'янські держави: Перше Болгарське царство, Моравське князівство, Нітранське князівство.
Аббасидський халіфат очолює аль-Мамун. У Китаї править династія Тан. Велика частина Індії під контролем імперії Пала. В Японії триває період Хей'ан. Хозарський каганат підпорядкував собі кочові народи на великій степовій території між Азовським морем та Аралом. Територію на північ від Китаю займає Уйгурський каганат.
На території лісостепової України в IX столітті літописці згадують слов'янські племена білих хорватів, бужан, волинян, деревлян, дулібів, полян, сіверян, тиверців, уличів. У Північному Причорномор'ї співіснують різні кочові племена, зокрема булгари, хозари, алани, тюрки, угри, кримські готи. Херсонес Таврійський належить Візантії.

## Події
- Смута в Каролінзькій імперії:
  - На початку року син імператор Людовика Благочестивого Піпін I Аквітанський утік із Аахена в Аквітанію.
  - Коли імператор зібрався в похід на Піпіна, він довідався, що інший син Людовик II Німецький вторгся в Алеманію, щоб приєднати її до своїх територій.
  - Людовик Благочестивий пішов походом на Людовика Німецького й добився його покори в Аугсбурзі. Найстарший син Лотар теж підкорився батькові.
  - Непокірного Піпіна заслали в Трір, а Аквітанію отримав Карл, але Піпін знову втік в Аквітанію, проти якої зимова кампанія Людовика Благочестивого була марною.
- Візантійський василевс Феофіл заборонив використання ікон, встановивши покарання.
- За легендою 832 року виник прапор Шотландії.
- Завершилося будівництво собору святого Марка у Венеції.
- Халіф аль-Мамун відкрив у Багдаді Дім Мудрості.

## Померли
- Сіко I (князь Беневентський)